# Teatr Ateneum w Katowicach
Śląski Teatr Lalki i Aktora „Ateneum”  w Katowicach – jeden z najstarszych zespołów lalkowych w Polsce. Istnieje od 1945 roku.
Początkowo zdominowany był przez kierujących nim kolejno plastyków – Juliusza Glatty’ego, Jerzego Zitzmana i Zygmunta Smandzika – którzy przez wiele lat decydowali o kształcie artystycznym tej sceny. Późniejsze koncepcje zmieniały się wraz z kolejnymi dyrekcjami. Zawsze wyraźnie zaznaczał się jednak związek z miejscowym środowiskiem twórczym. Tu warto zwrócić uwagę na dramaturgię Edmunda Wojnarowskiego, którego większość sztuk miała swoje prapremiery właśnie w „Ateneum”, czy kompozycje Bogumiła Pasternaka, przez wiele lat kierownika muzycznego, później dyrektora artystycznego teatru. Trudno też nie wspomnieć o scenografiach Alicji Kuryło.
Wśród kierowników literackich był Gustaw Morcinek, a na afiszu pojawiały się tak znakomite nazwiska jak Katarzyna Gärtner, Danuta Michałowska, Michał Banasik, Jan Dorman, Roman Kalarus, Janusz Kapusta, Adam Kilian, Michał Lorenc, Teofil Ociepka, Krzysztof Penderecki, Józef Skrzek, Witold Szalonek czy Jan Brzechwa.
Dzisiejszy repertuar, adresowany głównie do widowni dziecięcej – to zarówno baśniowa klasyka jak i pozycje współczesne. Realizowany w różnych konwencjach i technikach, wykorzystuje środki teatru lalkowego, ale też związki ze sceną żywego planu. Spośród aktualnie wystawianych spektakli szczególne zainteresowanie wzbudzają odbiegające od inscenizacyjnych schematów: Pinokio Carla Collodiego, Podróże Gullivera Jonathana Swifta, Kot w butach – baśń muzyczna Bogumiła Pasternaka do tekstu Jana Brzechwy, Słowik Františka Pavlička, Ferdynand Wspaniały Ludwika Jerzego Kerna, Przypowieść o szczęściu Krystyny Jakóbczyk.
Ze swymi przedstawieniami zespół gościł wielokrotnie za granicą, m.in. w Austrii, Czechach, Holandii, Niemczech, Słowacji, USA, Wielkiej Brytanii. Uczestniczył też w wielu krajowych i międzynarodowych festiwalach, niejednokrotnie uzyskując nagrody za swe prezentacje. Od kilku lat współpracuje z czeskimi i słowackimi artystami: Evą Farkašovą, Karlem Brožkiem, Petrem Nosálkiem, Pavlem Hubičką, Tomášem Volkmerem.
Od 2002 roku „Ateneum” jest organizatorem Międzynarodowego Festiwalu Teatrów Lalek „Katowice - Dzieciom”. W pomieszczeniach przy ul. 3 Maja 25 działa Galeria „Ateneum”.

## Spektakle Teatru Atneum
Na deskach katowickiego teatru wystawianych były dziesiątki przedstawień, których scenariusze oparte były na dziełach polskich i obcych autorów:
- 1989 – Ballada o bochenku chleba (Edmund Wojnarowski, reż. Maciej K. Tondera)
- 1994 – Pinokio (Carlo Collodi, reż. Petr Nosálek)
- 1995 – Dzielny szewczyk (Maria Kownacka, reż. Andrzej Hrydzewicz)
- 1996 – Dary czterech wróżek (Ewa Szelburg-Zarembina, reż. Zbigniew Poprawski)
- 1997 – Kot w butach (Alina i Jerzy Afanasjewowie, Jan Brzechwa, reż. Bogdan Nauka)
- 1998 – Jak zdobyć korzec złota, czyli bezeceństwa pana Klausa (Waldemar Żyszkiewicz, reż. Maciej K. Tondera)
- 1998 – Czarodziejski młyn (Alina i Jerzy Afanasjewowie, reż. Petr Nosálek)
- 1998 – O makowej wojnie, wilku i koźlętach (Ewa Szelburg-Zarembina, reż. Marek Wit)
- 1999 – Jak Bulandra Rokitę oszukał (Gustaw Morcinek, reż. Bogdan Nauka)
- 2000 – Zbójnik i książę (Andrzej Żak, reż. Bogdan Nauka)
- 2000 – Biegnijcie do szopki (Edmund Wojnarowski, reż. Krystian Kobyłka)
- 2001 – Tymoteusz i Psiuńcio (Jan Wilkowski, reż. Zdzisław Rej)
- 2001 – Piotruś Pan (James Matthew Barrie, reż. Zdzisław Rej)
- 2001 – Podróże Guliwera (Jonathan Swift, reż. Maciej Słomczyński)
- 2002 – Słowik (Hans Christian Andersen, Frantíšek Pavliček, reż. Karel Brožek)
- 2002 – Kopciuszek (Jan Brzechwa, reż. Bogdan Nauka)
- 2003 – Kalinowy dwór (Andrzej Żak, Jarosław Czypczar, reż. Henryk Konwiński)
- 2003 – Ferdynand Wspaniały (Ludwik Jerzy Kern, Halina Krzyżanowska, reż. Marek Wit)
- 2004 – Bajkopeja (Edmund Wojnarowski, reż. Antoni Gryzik)
- 2004 – Przypowieść o szczęściu (Krystyna Jakóbczyk, reż. Krystyna Jakóbczyk)
- 2004 – Kowal (Gustaw Morcinek, reż. Bogdan Nauka)
- 2005 – Na wiślanym szlaku (Jarosław Czypczar, reż. Henryk Konwiński)
- 2005 – O smoku Grubeloku (Edmund Wojnarowski, reż. Petr Nosálek)
- 2005 – Wesołe historie (Ewa Szelburg-Zarembina)
- 2006 – Mały duszek (Otfried Preussler, reż. Bogdan Nauka)
- 2006 – Dziadek do orzechów (Ernst Theodor Amadeus Hoffmann, reż. Krystyna Jakóbczyk, Henryk Konwiński)
- 2006 – Dokąd pędzisz, koniku? (Rada Moskowa, reż. Jacek Popławski)
- 2007 – Tezeusz i Ariadna (Andrzej Żak, reż. Karel Brožek)
- 2007 – Piękna i Bestia (Krystyna Jakóbczyk, reż. Krystyna Jakóbczyk)
- 2008 – Żywioły (Karel Brožek, reż. Karel Brožek)
- 2008 – Alkasyn i Nikoleta (Karel Brožek, reż. Karel Brožek)
- 2008 – Pchła Szachrajka (Jan Brzechwa, reż. Pavel Uher)
- 2008 – Jama (Franz Kafka, reż. Karel Brožek)
- 2008 – Klonowi bracia (Eugeniusz Szwarc, reż. Jacek Popławski)
- 2009 – Ballady i romanse (Adam Mickiewicz, reż. Karel Brožek)
- 2009 – Jak pingwiny arką popłynęły (Ulrich Hub, reż. Petr Nosálek)
- 2009 – Tygrys Pietrek (Hanna Januszewska, reż. Krystian Kobyłka)
- 2009 – Skarb Babuchy Burczymuchy (Stefan Kulhanek, reż. Stefan Kulhanek)
- 2010 – Pastorałka dla woła i osła (Paweł Pawlik, reż. Karel Brožek)
- 2010 – Pocztówka z Meksyku (Berta Hiriart, reż. Ewa Piotrowska)
- 2010 – Naranaszi, czyli czarodziejski owoc (Noriyuki Sawa, reż. Noriyuki Sawa)
- 2010 – Joanna d’Arc (Jean Anouilh, Friedrich Schiller, Paul Claudel, George Bernard Shaw, reż. Karel Brožek)